# Talbot-Lago
Talbot-Lago je bio francuski proizvođač automobila sa sjedištem u Suresnesu kod Pariza.
Originalni Talbot je utemeljen u Engleskoj 1903. sa svrhom uvoza francuskih automobila marke Clément-Bayard. Nekad su se ti automobili nazivali i Clément-Talbot. Grupacija Darracq je nakon Prvog svjetskog rata postala novi vlasnik, i Clément-Bayarda i Talbota. Tvrtku Darracq je osnovao Alexandre Darracq u Francuskoj još u devetnaestom stoljeću, no do trenutka preuzimanja Talbota, tvrtku Darracq je preuzeo britanski kapital. Nakon pripajanja Talbota, automobili su se neko vrijeme prodavali kao Talbot-Darracq, a 1920. grupaciji je pridružen i ugledni Sunbeam. Čitava je STD (Sunbeam-Talbot-Darracq) grupacija 1935. prodana korporaciji Rootes. Ondje su bile udružene mnoge poznate britanske marke, kao što su Hillman, Humber, Singer ili Commer, a tijekom narednih nekoliko desetljeća nerijetko su isti modeli prodavani pod nekoliko različitih znački unutar Rootes grupe. Talbot nije bio najpopularnije među tim imenima, od 1938. do 1955. njegovi su modeli prodavani kao Sunbeam-Talbot, a onda je ime ugašeno i ostao je samo Sunbeam.
Istodobno s postepenim gašenjem britanskog Talbota, onaj je francuski proživljavao svoje najslavnije i najsvjetlije dane. Rootes se želio koncentrirati na britanski dio operacija, pa je francusku tvrtku odmah po preuzimanju prodao Venecijancu Antoniu Lagu. Automobili si postali međunarodno poznati pod imenom Talbot-Lago, premda su na francuskom tržištu prodavani samo pod imenom Talbot, a u Englesku bili izvoženi pod imenom Darracq. Veliki uspjesi na cestama i pistama nastavljeni su i nakon rata, no francuska je fiskalna politika pedesetih nepoticajnim zakonima dovela do bankrota sve nekadašnje proizvođače velikih i raskošnih automobila, pa je i Talbot-Lago pokleknuo, te je 1958. prodan Simci. Dvije godine kasnije Antonio Lago je preminuo, proizvodnja se ugasila, a ime Talbot prvi puta nestalo. Simca je osnovana prije rata kako bi u Francuskoj proizvodila licencne Fiate, a kasnije su preuzeli francusku podružnicu Forda, da bi na kraju potpali pod Chrysler, koji je otkupio prvo Fordov, a kasnije i Fiatov udio u firmi.
Talbot-Lago je u Svjetskom prvenstvu Formule 1 nastupao 1950. s bolidima T26C-DA. Najbolje rezultate je ostvario Louis Rosier, kada je na VN Švicarske i VN Belgije osvojio dva treća mjesta. Talbot-Lago je sljedeće 1951. prodavao svoje bolide drugim momčadima, nakon čega se potpuno povukao iz Formule 1.

## Vanjske poveznice
- Talbot-Lago - Stats F1